# Chevaigné
Chevaigné est une commune française située dans le département d'Ille-et-Vilaine en région Bretagne, peuplée de 2 396 habitants.

## Géographie
Chevaigné est située à une dizaine de kilomètres au nord de Rennes. Elle fait partie de Rennes Métropole.
Elle se trouve le long de la route départementale 175, route historique d'accès au mont Saint-Michel depuis Rennes.

### Communes limitrophes

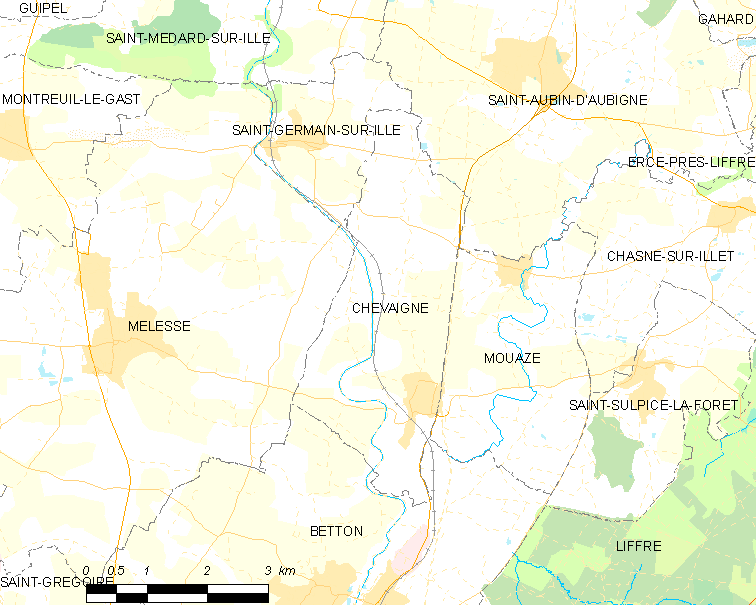

| Saint-Germain-sur-Ille |           | Saint-Aubin-d'Aubigné |
| Melesse                | Chevaigné | Mouazé                |
|                        | Betton    |                       |

### Transports

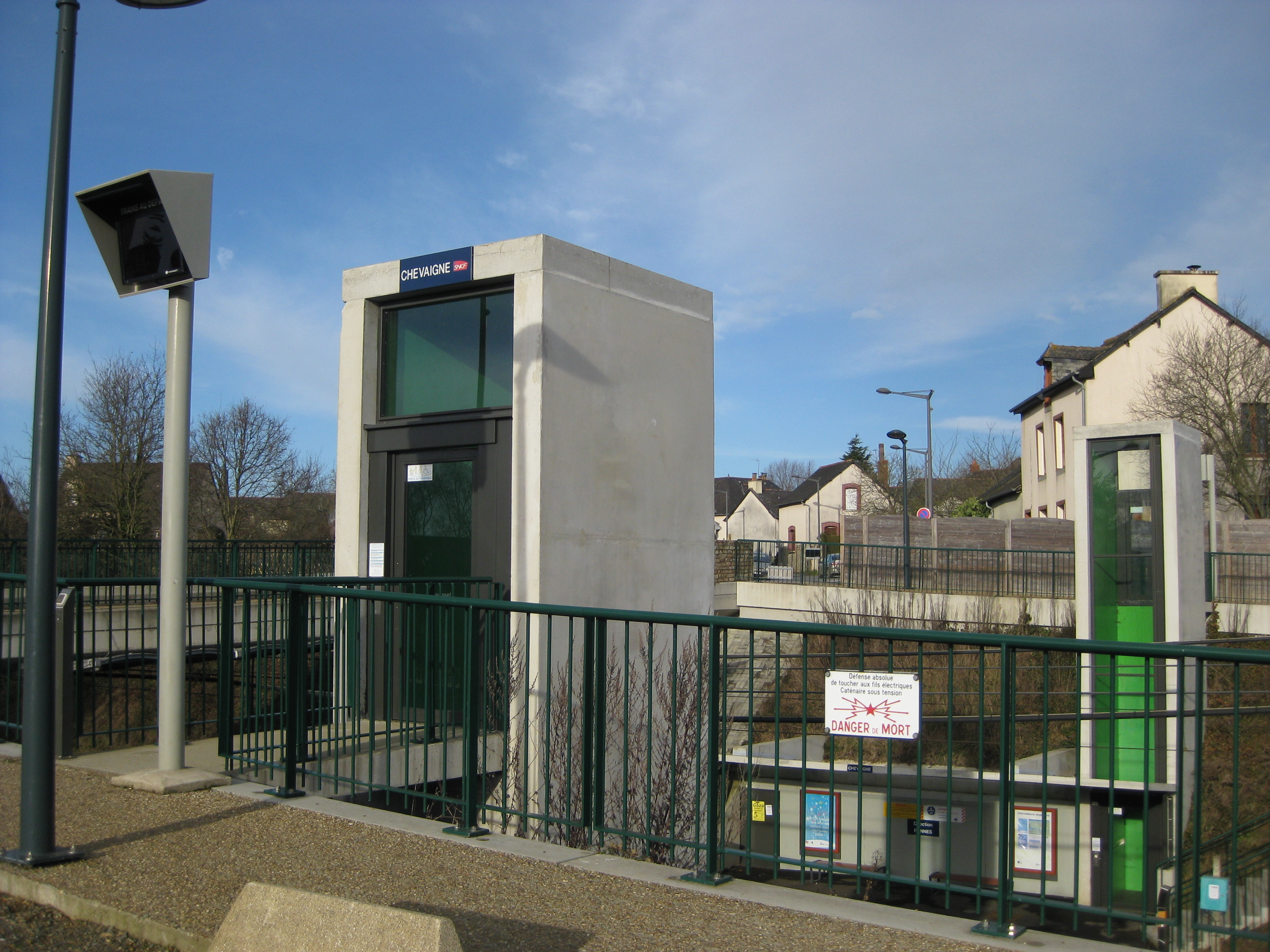
La gare TER.

La commune est desservie par les bus du service des transports en commun de l'agglomération rennaise (STAR) de Rennes Métropole via la ligne 71 (51 les vendredis et samedis soir).
Depuis 1988, elle est aussi desservie par le TER Bretagne en gare de Chevaigné (ligne de Rennes à Saint-Malo - Saint-Servan).

### Hydrographie
Pour un article plus général, voir Réseau hydrographique d'Ille-et-Vilaine.
La commune est située dans le bassin Loire-Bretagne. Elle est drainée par le canal d'Ille et Rance, l'Ille, l'Illet, le ruisseau de la Ménuchère et le ruisseau de launay cosnie, et un autre petit cours d'eau,.
Le canal d'Ille-et-Rance est un canal, chenal et un cours d'eau naturel navigable, d'une longueur de 84 km, prend sa source dans la commune de Montreuil-sur-Ille et se jette  dans l'Ille à Saint-Grégoire, après avoir traversé 25 communes. 
L'Ille, d'une longueur de 49 km, prend sa source dans la commune de Dingé et se jette  dans la Vilaine à Rennes, après avoir traversé onze communes. 
L'Illet, d'une longueur de 34 km, prend sa source dans la commune de Saint-Aubin-du-Cormier et se jette  dans l'Ille à Betton, après avoir traversé neuf communes. 

### Climat
Pour des articles plus généraux, voir Climat de la Bretagne et Climat d'Ille-et-Vilaine.
En 2010, le climat de la commune est de type climat océanique altéré, selon une étude du CNRS s'appuyant sur une série de données couvrant la période 1971-2000. En 2020, Météo-France publie une typologie des climats de la France métropolitaine dans laquelle la commune est exposée à un climat océanique et est dans la région climatique  Bretagne orientale et méridionale, Pays nantais, Vendée, caractérisée par une faible pluviométrie en été et une bonne insolation. Parallèlement l'observatoire de l'environnement en Bretagne publie en 2020 un zonage climatique de la région Bretagne, s'appuyant sur des données de Météo-France de 2009. La commune est, selon ce zonage, dans la zone « Intérieur Est », avec des hivers frais, des étés chauds et des pluies modérées.  
Pour la période 1971-2000, la température annuelle moyenne est de 11,4 °C, avec une amplitude thermique annuelle de 12,8 °C. Le cumul annuel moyen de précipitations est de 765 mm, avec 12,4 jours de précipitations en janvier et 6,9 jours en juillet. Pour la période 1991-2020, la température moyenne annuelle observée sur la station météorologique la plus proche, située sur la commune de Feins à 13 km à vol d'oiseau, est de 11,9 °C et le cumul annuel moyen de précipitations est de 816,2 mm,. Pour l'avenir, les paramètres climatiques de la commune estimés pour 2050 selon différents scénarios d'émission de gaz à effet de serre sont consultables sur un site dédié publié par Météo-France en novembre 2022.

## Urbanisme

### Typologie
Au 1er janvier 2024, Chevaigné est catégorisée bourg rural, selon la nouvelle grille communale de densité à sept niveaux définie par l'Insee en 2022.
Elle appartient à l'unité urbaine de Chevaigné, une unité urbaine monocommunale constituant une ville isolée,. Par ailleurs la commune fait partie de l'aire d'attraction de Rennes, dont elle est une commune de la couronne,. Cette aire, qui regroupe 183 communes, est catégorisée dans les aires de 700 000 habitants ou plus (hors Paris),.

### Occupation des sols
L'occupation des sols de la commune, telle qu'elle ressort de la base de données européenne d'occupation biophysique des sols Corine Land Cover (CLC), est marquée par l'importance des territoires agricoles (93,7 % en 2018), en diminution par rapport à 1990 (95,8 %). La répartition détaillée en 2018 est la suivante : 
terres arables (34 %), zones agricoles hétérogènes (30,6 %), prairies (29,2 %), zones urbanisées (6,3 %). L'évolution de l'occupation des sols de la commune et de ses infrastructures peut être observée sur les différentes représentations cartographiques du territoire : la carte de Cassini (XVIIIe siècle), la carte d'état-major (1820-1866) et les cartes ou photos aériennes de l'IGN pour la période actuelle (1950 à aujourd'hui).

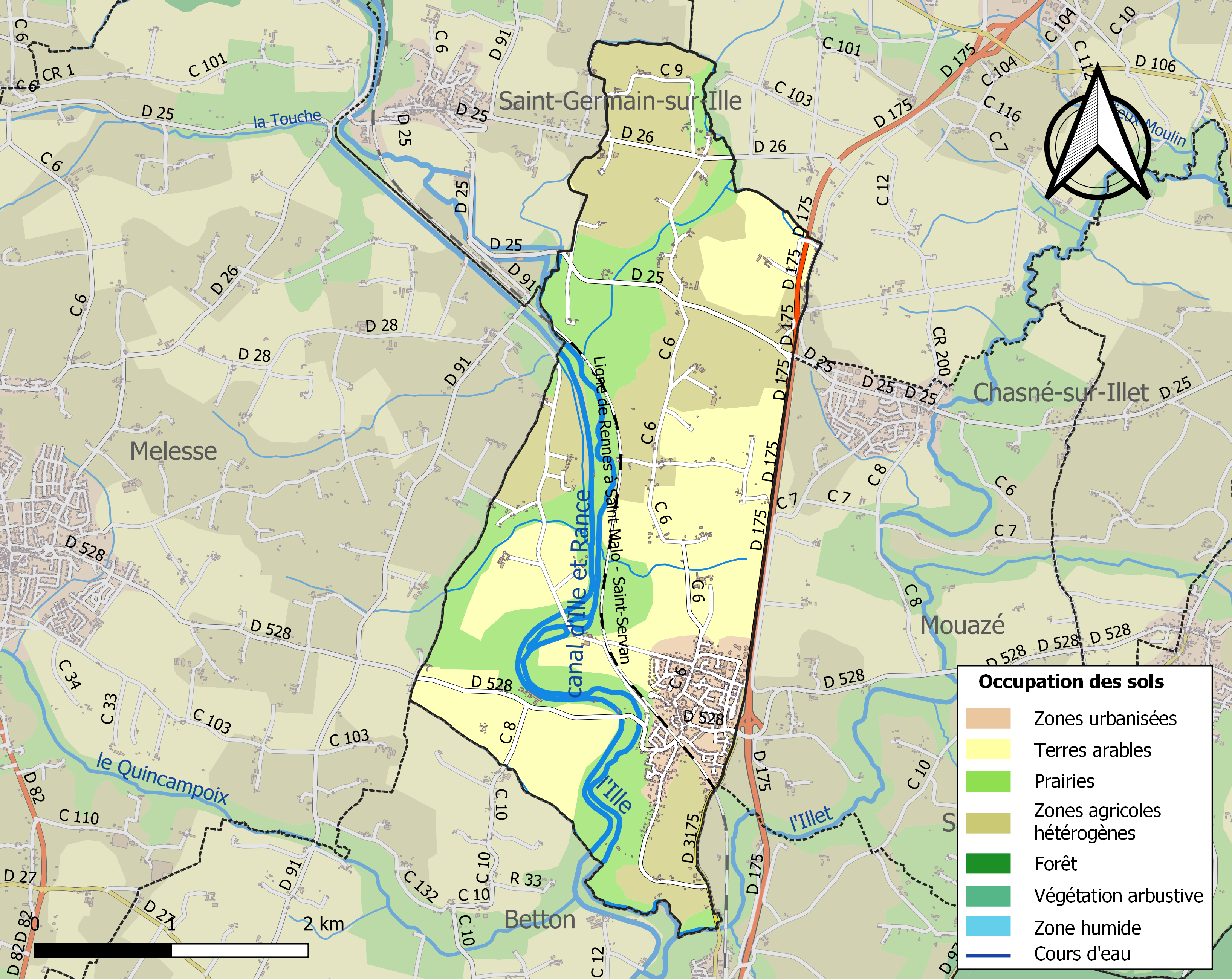
Carte des infrastructures et de l'occupation des sols de la commune en 2018 (CLC).

## Toponymie
Le nom de la localité est attesté sous les formes ecclesia de Chevenneio en 1185, parochia de Chavegneyo en 1258, Chevegnayum en 1411.
Son nom latinisé viendrait du patronyme d'un homme auquel on aurait ajouté le suffixe -gne , à moins que le nom de cette commune soit, comme pour Chavagne ou Chauvigné, une allusion à la possible culture de chanvre[réf. nécessaire].

## Histoire
Chevaigné était en 1152 un prieuré qui avait été attribué à la puissante abbaye de Saint-Melaine par Alain Ier, l'évêque de Rennes, et confirmé par le pape Luce III en 1183, mais Chevaigné est d'origine plus ancienne.
Il s'agissait manifestement d'un pagus ou villa gallo-romaine, établi sur le bord de l'Ille, à proximité de la voie romaine Rennes - Avranches, comme en fait foi son nom latinisé

### La Motte
En 1258 existait près de l'Ille le manoir de la Motte de Chevaigné appartenant aux seigneurs du même nom.
Il s'agissait d'une construction en bois du haut Moyen Âge, entourée de fossés. Vers 1427, elle devint la propriété des Busson du Gazon qui la vendirent aux Thierry du Bois Orcant, seigneurs de la Rivaudière. Ceux-ci l'abandonnèrent à la fin du XVe siècle pour leur nouvelle demeure de la Rivaudière située sur la rive droite de l'Ille.

### La Seconde Guerre mondiale
Le 18 juin 1940 arrivent deux Allemands, sur leur moto side-car, marquant le début de l'Occupation. Le 4 juillet 1944, un premier bombardement ne fait pas de victimes, mais des dégâts matériels. Le 1er août 1944, vers midi, arrivent les premiers soldats américains de l'armée du général Patton, mettant ainsi fin à quatre années difficiles.

## Héraldique et logotype

### Héraldique
| Blason | Blasonnement : Mi-parti, au premier d'azur à trois têtes de lévrier d'argent colletées de gueules, au second d'argent à la croix ancrée gringolée d'azur. |

### Signification du logotype
| Logotype de la Ville de Chevaigné | Logotype de la Ville de Chevaigné : signification à compléter |

### Historique des logos

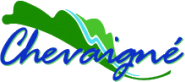
Ancien logo de la Ville de Chevaigné.

## Politique et administration

### Rattachements administratifs et électoraux

#### Circonscriptions de rattachement
Chevaigné appartient à l'arrondissement de Rennes et au canton de Betton depuis le redécoupage cantonal de 2014. Avant cette date, elle appartenait au canton de Saint-Aubin-d'Aubigné.
Pour l'élection des députés, la commune fait partie de la sixième circonscription d'Ille-et-Vilaine, représentée depuis juin 2007 par Thierry Benoit (Horizons). Sous la IIIe République, elle appartenait à la première circonscription de Rennes, de 1958 à 1986 à la 1re circonscription et de 1986 à 2010 à la 2e circonscription (Rennes-Nord).

#### Intercommunalité
Depuis le 1er janvier 1994, la commune appartient à Rennes Métropole (anciennement Rennes District). Auparavant, Chevaigné était ce qu'on appelle une commune isolée, c'est-à-dire n'appartenant à aucune intercommunalité.
Chevaigné fait aussi partie du Pays de Rennes.

#### Institutions judiciaires
Sur le plan des institutions judiciaires, la commune relève du tribunal d'instance, du tribunal de grande instance, du tribunal pour enfants, du conseil de prud'hommes, du tribunal de commerce, de la cour d'appel et du tribunal administratif de Rennes et de la cour administrative d'appel de Nantes.

### Administration municipale
Le nombre d'habitants au dernier recensement étant compris entre 1 500 et 2 499, le nombre de membres du conseil municipal est de 19.

### Liste des maires

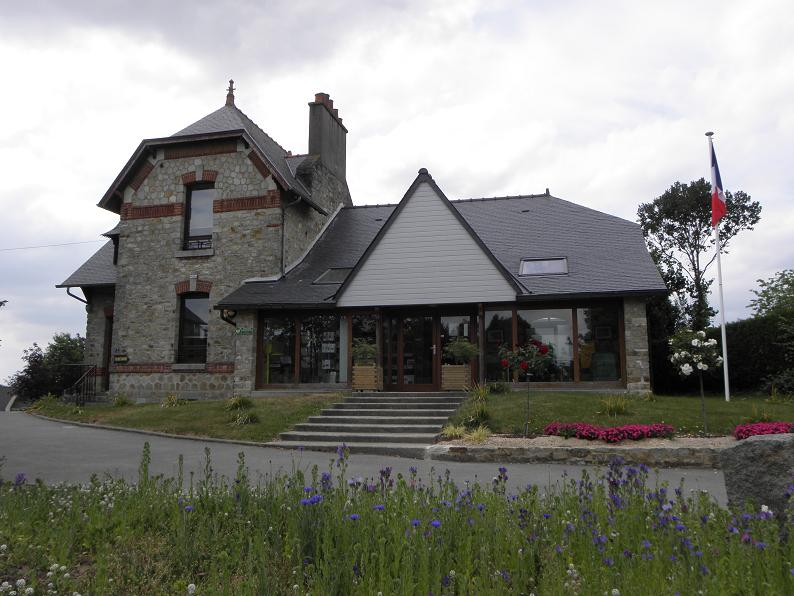
La mairie.

## Population et société

### Démographie
L'évolution du nombre d'habitants est connue à travers les recensements de la population effectués dans la commune depuis 1793. Pour les communes de moins de 10 000 habitants, une enquête de recensement portant sur toute la population est réalisée tous les cinq ans, les populations de référence des années intermédiaires étant quant à elles estimées par interpolation ou extrapolation. Pour la commune, le premier recensement exhaustif entrant dans le cadre du nouveau dispositif a été réalisé en 2005.
En 2022, la commune comptait 2 396 habitants, en évolution de +8,32 % par rapport à 2016 (Ille-et-Vilaine : +5,46 %, France hors Mayotte : +2,11 %).
| 1793 | 1800 | 1806 | 1821 | 1831 | 1836 | 1841 | 1846 | 1851 |
| ---- | ---- | ---- | ---- | ---- | ---- | ---- | ---- | ---- |
| 730  | 652  | 717  | 673  | 672  | 653  | 682  | 734  | 717  |

| 1856 | 1861 | 1866 | 1872 | 1876 | 1881 | 1886 | 1891 | 1896 |
| ---- | ---- | ---- | ---- | ---- | ---- | ---- | ---- | ---- |
| 714  | 719  | 718  | 711  | 706  | 704  | 720  | 729  | 720  |

| 1901 | 1906 | 1911 | 1921 | 1926 | 1931 | 1936 | 1946 | 1954 |
| ---- | ---- | ---- | ---- | ---- | ---- | ---- | ---- | ---- |
| 708  | 724  | 654  | 634  | 638  | 620  | 638  | 640  | 613  |

| 1962 | 1968 | 1975 | 1982 | 1990  | 1999  | 2005  | 2006  | 2010  |
| ---- | ---- | ---- | ---- | ----- | ----- | ----- | ----- | ----- |
| 660  | 705  | 773  | 972  | 1 335 | 1 620 | 1 790 | 1 848 | 1 838 |

| 2015  | 2020  | 2022  | - | - | - | - | - | - |
| ----- | ----- | ----- | - | - | - | - | - | - |
| 2 126 | 2 355 | 2 396 | - | - | - | - | - | - |

### Enseignement
Deux écoles primaires : l'école primaire publique Jules-Verne et l'école primaire privée Sainte-Thérèse.

### Manifestations culturelles et festivités
La commune accueille depuis 2009 un festival littéraire d'abord sous le nom Les Obaldiennes puis à partir de 2014 sous le nom Les Envolées de l'Illet.
Les éditions du festival : 
- 2017 : Les Envolées de l'Illet. Sur le thème du vélo. Auteurs invités : Claude Marthaler et Julien Leblay
- 2014 : Les Envolées de l'Illet. Sur le thème des objets. Auteur invité : François Bon
- 2011 : Les Obaldiennes. Auteur invité : Victor Haïm[32]
- 2009 : Les Obaldiennes. Auteur invité : René de Obaldia

### Jumelages
- Mergo (Italie) depuis 2009
- Xaghra (Malte) depuis 2013

## Culture locale et patrimoine

### Lieux et monuments

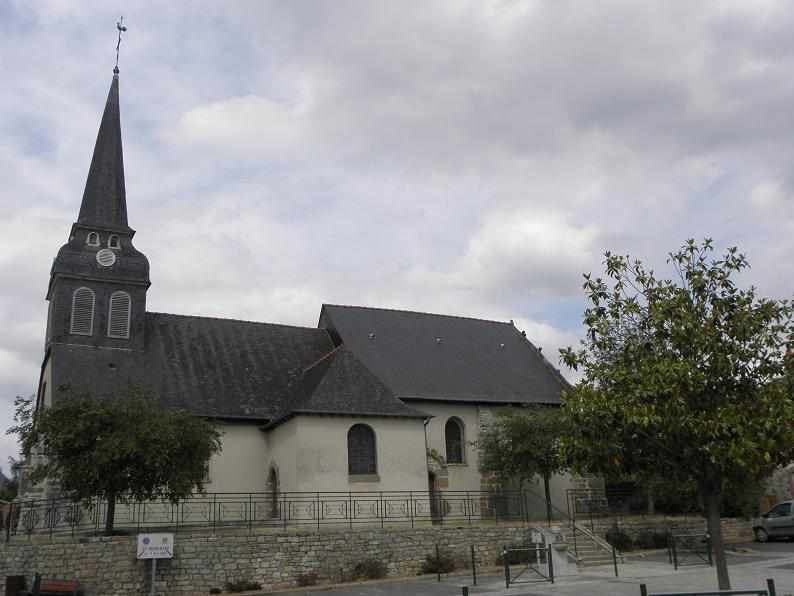
L'église Saint-Pierre.

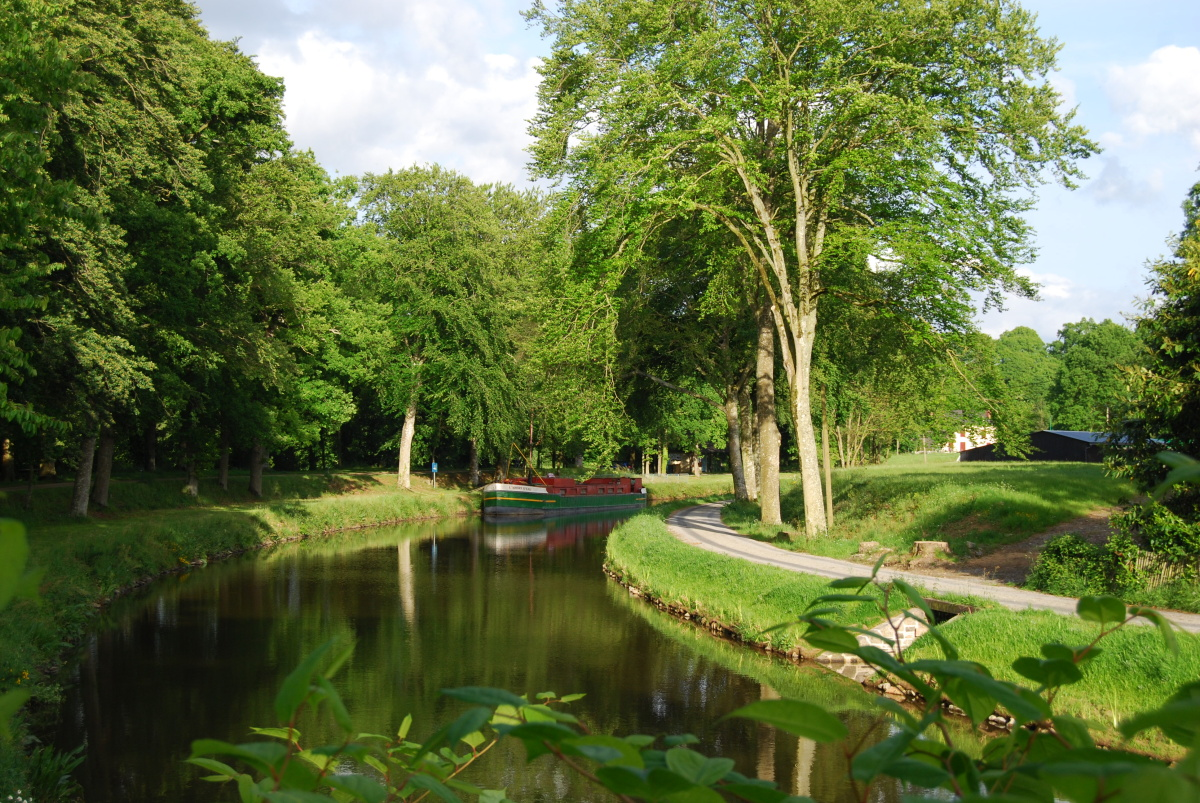
Le canal d'Ille-et-Rance à Chevaigné.

- L'église Saint-Pierre (fin XVe-XIXe siècles)[33], dont le vitrail de la mise au tombeau, datant du XVIe siècle, a été classé monument historique le 10 décembre 1906[34]. Cette maîtresse-vitre du chœur toute en or et en pourpre, représente la mise au tombeau du Christ, entouré de la Vierge Marie, de saint Jean et de Joseph d'Arimathie. De part et d'autre, les donateurs, Pierre Thierry du Bois-Orcant, seigneur de la Rivaudière et sa femme, ont été représentés vêtus en chevalier.
- Le canal d'Ille-et-Rance.